# Система захисту шиї і голови

1 — HANS, 2 — страхувальний трос, 3 — кріплення до шолома, 4 — плече підтримки

Система захисту шиї і голови (англ. Head And Neck Support device, HANS) — спеціальний технічний пристрій, що використовується в автоперегонах, сприяє зниженню навантаження і пошкодження шиї при аварії і сильних перевантаженнях. Завдяки пристрою, шия при сильному гальмуванні в момент удару отримує істотно менше навантаження, ніж без пристрою, і пілот не отримує серйозну травму (перш гонщики могли отримувати найважчі травми, пов'язані з переломом основи черепа, коли після повної зупинки після аварії голова гонщика з великою швидкістю поверталася назад).
Було розроблено у 1987 році Робертом Габбардом — професором прикладної біомеханіки Університету штату Мічиган (США).
Пристрій став застосовуватися в перегонах NASCAR і Формули-1 з 2001 року, з 2008 року всі гоночні серії під управлінням FIA в обов'язковому порядку повинні використовувати пристрій захисту голови і шиї.